# Stock Car Speed Association

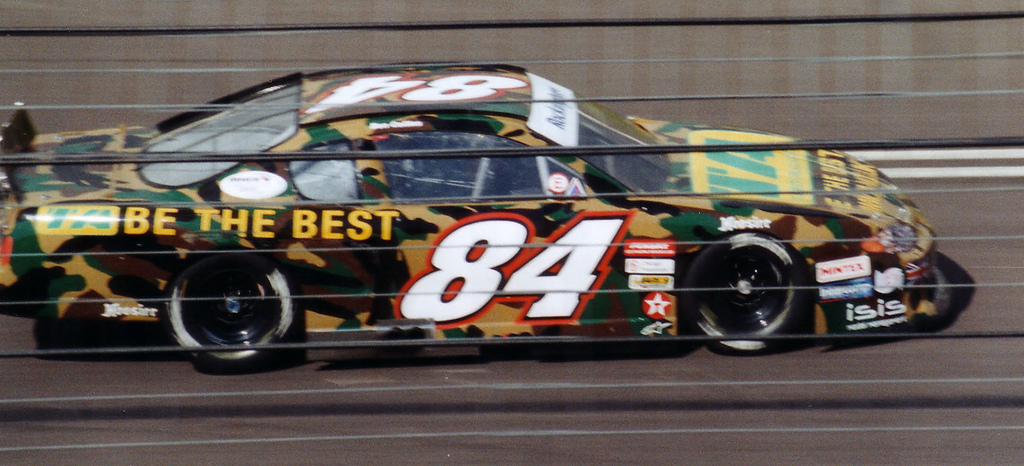
Ben Collins en 2003, l'année de son titre en ASCAR

La Stock Car Speed Association (SCSA) est une série de compétitions automobiles britannique sur circuit ovale destinée aux voitures de type stock-car. La SCSA s'inspire de la surpuissante NASCAR américaine, mais s'apparente plutôt au championnat organisé par l'ASA (un autre organisme américain de stock-car) dont elle utilise d'ailleurs les mêmes voitures.

## Historique
La Stock Car Speed Association a été créée en 2001 sous le nom ASCAR. À l'origine, le championnat se disputait sur deux tracés: l'ovale de Rockhingam en Angleterre (à ne pas confondre avec l'ovale de Rockhingam aux États-Unis) ainsi que l'ovale du Lausitzring en Allemagne (qui ne sera plus utilisé à partir de la saison 2004). Malgré un nom évocateur, le championnat peine à décoller médiatiquement, ce qui incite les promoteurs à lui donner en 2003 le nom de « ASCAR - Days of thunder », référence directe au film Jours de tonnerre de Tony Scott. À la suite d'une demande de la NASCAR, le championnat abandonne l'appellation ASCAR pour devenir Days of thunder racing series en 2004, puis Stock Car Speed Association en 2005.
En 2009, le championnat est fusionné avec le championnat belge CAMSO V8 pour devenir en 2010 les European Late Model Series.

## Voitures
Les voitures utilisées sont des stock-cars mues par un moteur V8 développant 500 ch environ. Il s'agit des voitures utilisées dans le championnat ASA aux États-Unis.

## Palmarès
| Année | Vainqueur         | Nationalité |
| 2001  | John Mickel       | Royaume-Uni |
| 2002  | Nicolas Minassian | France      |
| 2003  | Ben Collins       | Royaume-Uni |
| 2004  | Stevie Hodgson    | Royaume-Uni |
| 2005  | Michael Vergers   | Pays-Bas    |
| 2006  | Oli Payle         | Royaume-Uni |
| 2007  | Colin White       | Royaume-Uni |